# Gu Yanwu
Gu Yanwu (ur. 1613, zm. 1682) – uczony z czasów dynastii Ming oraz Qing.
Pochodził z Jiangsu. Za młodu wstąpił do stowarzyszenia, które oponowało przeciw wszechwładzy eunuchów pałacowych. Po upadku dynastii Ming, pozostał jej lojalny, odmówił współpracy z nowymi władzami i skupił się na zrozumieniu przyczyn klęski Mingów. Nie dał się zaangażować do tworzenia oficjalnej historii dynastii Ming pod patronatem cesarza Kangxi, co było zarówno sposobem wciągnięcia uczonych do współpracy z nową dynastią, jak i legitymizacją jej rządów (jego macocha, w proteście przeciw nowym rządom, zagłodziła się na śmierć). Był jednak cenionym autorem i kompilatorzy zbioru-encyklopedii Siku Quanshu za czasów cesarza Qianlonga włączyli w jego skład 15 dzieł Gu.
Wielki erudyta, zajmował się egzegezą tekstów, filozofią, historią i polityką, astronomią, uprawą roli, sztukami wojennymi literaturą i fonetyką. Jego Pięć ksiąg o fonetyce (音学五书, Yinxue wushu) było dla następców wzorem dokładnej analizy tekstu. Zaangażowany badacz, osobiście przemierzył wielkie obszary Chin północnych, osobiście zbierając materiały o ziemiach i obyczajach ich mieszkańców, które zawarł w prywatnej geografii Tianxia junguo libing shu (天下郡国利病书).
Zastanawiając się nad najlepszymi sposobami mającymi na celu reformę państwa chińskiego wykazywał konieczność zrezygnowania z ustroju opartego na pełnej centralizacji i przejścia do nowego. Ten nowy ustrój miałby realizować zasadę równowagi między władzami lokalnymi a centralnymi. Postulował częściową re-feudalizację, przez wprowadzenie dziedzicznych urzędników na niższych szczeblach, twierdząc, że silniej i dłużej związani ze swym dystryktem urzędnicy bardziej będą o niego dbać.
Jako konfucjanista propagował powrót do nauki Han, krytykował natomiast naukę Song. Głosił potrzebę powrotu do studiowania ksiąg klasycznych (których był wybitnym krytykiem) i porzucenia neokonfucjańskich koncepcji jak xin (serce-umysł), xing (natura) itp. Uważał, że próby dotarcia do wewnętrznej czystości to zbędne wysiłki, oddalające od właściwego przedmiotu studiów, jakim są klasyki.
Tworzył również poezje, między innymi o tematyce patriotycznej.